# Alid
Alid är ett berg i Eritrea.   Det ligger i regionen Norra rödahavsregionen, i den centrala delen av landet, 120 km öster om huvudstaden Asmara. Toppen på Alid är 910 meter över havet.
Terrängen runt Alid är varierad. Runt Alid är det ganska glesbefolkat, med 29 invånare per kvadratkilometer. Det finns inga samhällen i närheten. Omgivningarna runt Alid är i huvudsak ett öppet busklandskap.